# Yakeshi
Yakeshi is een stad ongeveer 400.000 inwoners in Hulunbuir in de regio Binnen-Mongolië in China. Yakeshi ligt aan de rivier de Haila He en aan de Trans-Siberische spoorlijn.